# Насриддін-хан
Насриддін-хан (узб. Nasriddinхон; 1850–1877) — останній хан Кокандського ханства в 1875—1876 роках (з перервами).

## Життєпис
Походив з династії Мінгів. Старший син Худояр-хана. Народився 1850 року, отримавши титул бека. 1865 року стає хакімом Андижану. У липні 1875 року внаслідок успішного повстання кипчаків і киргизів, а також заколоту більшості військовиків та знаті його батько зрікся трону й втік до Ташкенту.
Насриддін отримав владу за допомогу військовика Абдурахмана-афтобачі. Разом з тим значна влада належала Ісхак-Хасану, очільнику повстання киргизів і кипчаків. 20 серпня російські війська завдали рішучої поразки армії Абдурахмана-афтобачі та Ісхак-Хасану, після цього рушили на Коканд.
22 вересня того ж року вимушений був в Маргелані підписати з Костянтином фон Кауфманом, генерал-губернатором Туркестану, договір за яким відмовлявся на користь Російської імперії від Наманганського вілаєту (півночі Ферганської долини), зобов'язувався сплатити 2 млн карбованців, а також заборонялися дипломатичні стосунки з іншими державами, окрім Росії. Це збурило населення Коканду, яке 9 жовтня змусило Насриддін-хана втекти до Ташкенту.
У січні 1876 року після поразки повсталих зумів зайняти Коканд разом з російськими військами. Але вже 19 лютого за рішенням уряду Кокандське ханство було ліквідовано. Про подальшу долю обмежено відомостей: помер 1893 року в Пешаварі.